# Nadine Coyle
Nadine Elizabeth Louise Coyle (Derry, County Londonderry, 15 juni 1985) is een Ierse zangeres, vooral bekend van de Britse meidengroep Girls Aloud. Sinds 2009 is ze ook bezig met een solocarrière.
Coyle, ook bekend als Nadz of Diney, werd bekend in 2001 toen ze nog op het Thornhill College zat toen ze aan de Ierse versie van de talentenshow Popstars mee deed. Als een van de winnaars van de show werd ze geselecteerd om lid te worden van de band Six. Kort nadat Coyle geselecteerd was voor de band werd bekend dat ze had gelogen over haar leeftijd, omdat de minimumleeftijd voor deelname was vastgesteld op 18 jaar was er voor Coyle geen plaats meer in de band.
In 2002 deed Coyle mee met de Britse talentenshow Popstars - the Rivals. Het doel van het programma was om een meiden- en jongensgroep te vormen van ieder 5 leden, waarvan uiteindelijk één groep een platencontract zou krijgen. Coyle was een van de vijf uitverkorenen voor de groep Girls Aloud. Nadat hun eerste single, Sound of the underground, beter presteerde in de UK Singles Chart dan de single van de rivaliserende mannengroep One True Voice, bleef Girls Aloud als winnaar van het programma over. Dit betekende voor Coyle haar definitieve doorbraak.
In 2009 besloot Girls Aloud een pauze in te lassen voor onbepaalde tijd. Bandlid Cheryl Cole vestigde zich kort daarna als zeer succesvol soloartiest. Coyle maakt tevens bekend om een soloalbum op te nemen, maar naar verluidt lukte het haar niet om een deal binnen te slepen bij grote platenmaatschappijen. Zelfs het label van Girls Aloud gaf Coyle geen kans voor eigen opnamen. De zangeres richtte vervolgens haar eigen label Black Pen Records op en tekende een deal met hypermarktketen Tesco waar haar album exclusief verkocht zou worden. Voor haar plaat werkte de zangeres samen met enkele grote namen als Desmond Child, Guy Chambers, Mike Elizondo, Steve Booker, Toby Gad, Tony Kanal en Ricci Riccardi. Haar eerste solosingle "Insatiable" verscheen in november 2010 maar werd geen succes door gebrek aan interesse van de media. Het gelijknamige album volgde in diezelfde maand maar flopte zowel in Ierland als Engeland.
Coyle heeft een tijdje gedatet met Desperate Housewives-acteur Jesse Metcalfe. Sinds september 2008 heeft Coyle een relatie met ex-Americanfootballspeler Jason Bell. Coyle en Bell zijn sinds september 2010 verloofd. In mei 2011 maakte ze via haar Twitter-pagina bekend dat zijn en haar verloofde uit elkaar zijn. Begin 2013 kwamen ze weer bij elkaar en in februari 2014 beviel Coyle van haar eerste kind, een dochter.